# Alfred Vulpian
Edmé Felix Alfred Vulpian (5 de janeiro de 1826 — 18 de maio de 1887) foi um neurologista e patologista francês.